# Kauslunde Sogn
Kauslunde Sogn er et sogn i Middelfart Provsti (Fyens Stift).
I 1800-tallet hørte Kauslunde Sogn til Vends Herred i Odense Amt. Kauslunde var en selvstændig sognekommune, men senere blev den slået sammen med Gamborg Sogn. Kauslunde-Gamborg blev ved kommunalreformen i 1970 indlemmet i Middelfart Kommune.
I Kauslunde Sogn ligger Kauslunde Kirke.
I sognet findes følgende autoriserede stednavne:
- Hyllehøj (bebyggelse)
- Kauslunde (bebyggelse, ejerlav)
- Kosmose Huse (bebyggelse)
- Kålsbjerggård (landbrugsejendom)
- Lambæksgård (landbrugsejendom)
- Mariemølle (bebyggelse)
- Nytofte (bebyggelse)
- Rebbelsgrave (bebyggelse)
- Russelbæk (bebyggelse)
- Skrillinge (bebyggelse, ejerlav)
- Skrillinge Strand (bebyggelse)
- Skrillingegård (landbrugsejendom)
- Svendstrup (bebyggelse, ejerlav)
- Sølyst (bebyggelse)
- Voldby (bebyggelse, ejerlav)